# Adžamovci
Adžamovci falu Horvátországban, Bród-Szávamente megyében. Közigazgatásilag Resetárhoz tartozik.

## Fekvése
Bródtól légvonalban 44, közúton 57 km-re északnyugatra, Pozsegától   légvonalban 19, közúton 33 km-re délnyugatra, községközpontjától 2 km-re keletre, Nyugat-Szlavóniában, a Pozsegai-hegység déli lejtői alatt, az Adžamovka-patak partján fekszik. Áthalad rajta az Újgradiskát Bróddal összekötő főút.

## Története
A település a török uralom idején keletkezett. Neve az arab „adzsam” főnévből származik, mely idegent, jövevényt jelent. A török uralom idején csak jobbágyok lakták, akik a felszabadítás után határőrök lettek.  A török uralom alól felszabadított szlavóniai települések 1698-as kamarai összeírásában „Hagjamovczy” néven hajdútelepülésként szerepel. 1730-ban 18 ház állt a településen. 1746-ban 10 katolikus házat számláltak 95 lakossal. 1760-ban 20 háza volt, 43 családdal és 193 lakossal.
 Az első katonai felmérés térképén „Adiamovcze” néven található. A gradiskai ezredhez tartozott.
Lipszky János 1808-ban Budán kiadott repertóriumában „Achamovcze” néven szerepel. Nagy Lajos 1829-ben kiadott művében „Achamovcze” néven 50 házzal, 
289 katolikus vallású lakossal találjuk. A katonai közigazgatás megszüntetése után 1871-ben Pozsega vármegyéhez csatolták. 1857-ben 247, 1910-ben 586 lakosa volt. Az 1910-es népszámlálás szerint lakosságának 96%-a horvát anyanyelvű volt. Pozsega vármegye Újgradiskai járásának része volt. Az első világháború után 1918-ban az új szerb-horvát-szlovén állam, majd később (1929-ben) Jugoszlávia része lett. A település 1991-től a független Horvátországhoz tartozik. 1991-ben lakosságának 96%-a horvát nemzetiségű volt. 1993-ban megalakult az önálló Resetár község, melynek része lett. 2011-ben a településnek 424 lakosa volt.

## Lakossága
| Lakosság változása | Lakosság változása | Lakosság változása | Lakosság változása | Lakosság változása | Lakosság változása | Lakosság változása | Lakosság változása | Lakosság változása | Lakosság változása | Lakosság változása | Lakosság változása | Lakosság változása | Lakosság változása | Lakosság változása | Lakosság változása |
| ------------------ | ------------------ | ------------------ | ------------------ | ------------------ | ------------------ | ------------------ | ------------------ | ------------------ | ------------------ | ------------------ | ------------------ | ------------------ | ------------------ | ------------------ | ------------------ |
| 1857               | 1869               | 1880               | 1890               | 1900               | 1910               | 1921               | 1931               | 1948               | 1953               | 1961               | 1971               | 1981               | 1991               | 2001               | 2011               |
| 247                | 259                | 295                | 394                | 510                | 586                | 569                | 573                | 666                | 653                | 660                | 679                | 644                | 658                | 628                | 612                |

## Nevezetességei
A Nagyboldogasszony tiszteletére szentelt római katolikus kápolnája a szapolyai plébánia filiája.

## Sport
NK Polet Adžamovci labdarúgóklub.